# Chelyorchis ampliata
Chelyorchis ampliata là một loài thực vật có hoa trong họ Lan. Loài này được (Lindl.) Dressler & N.H.Williams mô tả khoa học đầu tiên năm 2000.

## Hình ảnh

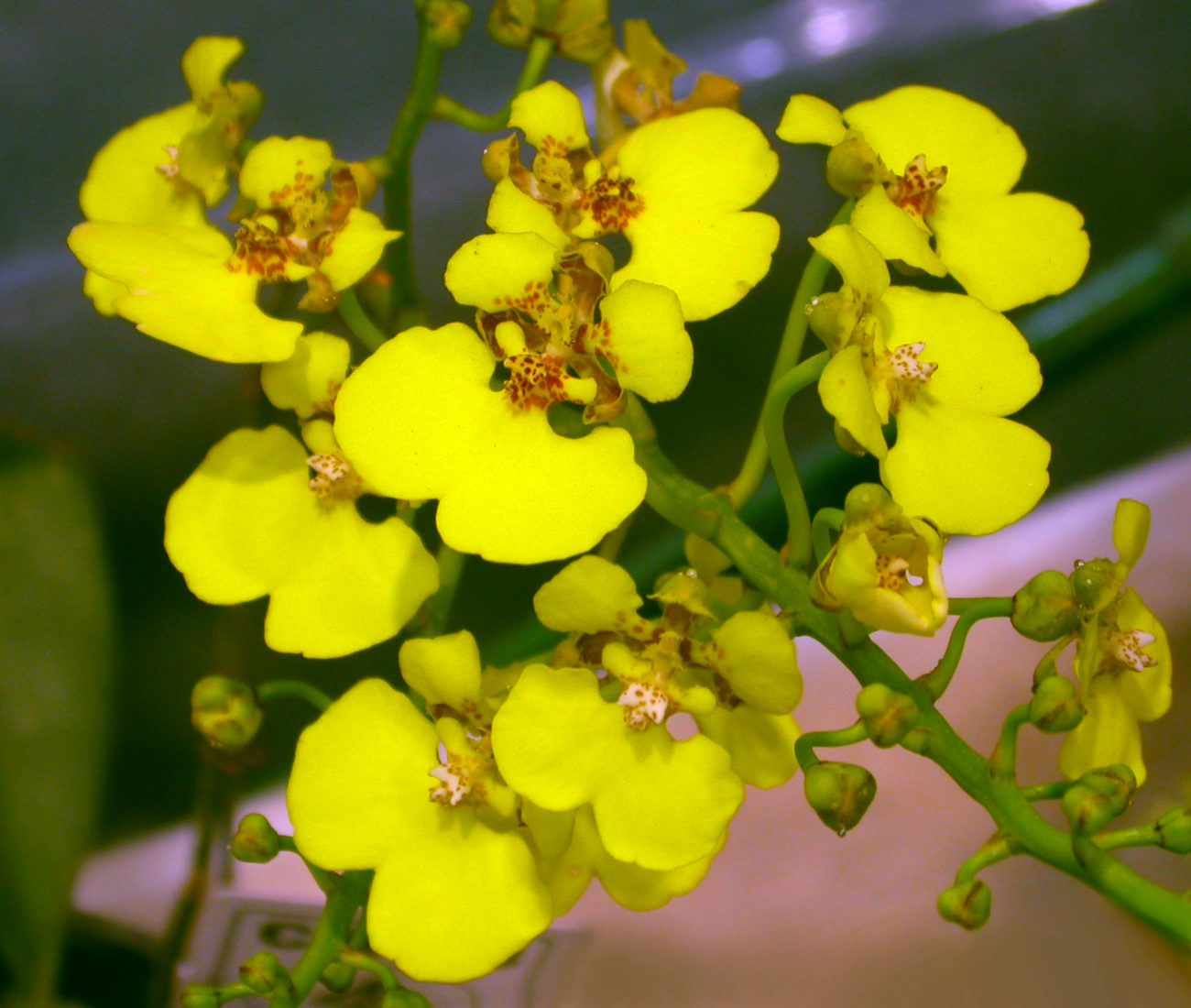